# Richard Kalvar
Richard Kalvar (Brooklyn, 1944) è un fotografo statunitense, associato a Magnum Photos dal 1975. Kalvar ha tenuto una mostra personale alla Maison européenne de la photographie di Parigi.

## Vita e lavoro
Kalvar è nato a Brooklyn. Un viaggio in Europa nel 1966 con una macchina fotografica Pentax che gli fu donata dal fotografo di moda francese Jérôme Ducrot (con il quale Kalvar aveva lavorato a New York come assistente) lo ispirò a diventare un fotografo. Al suo ritorno a New York, lavorò presso il laboratorio fotografico di Modernage. Due anni dopo si trasferì a Parigi e si unì all'agenzia fotografica di Agence Vu.
Kalvar ha lavorato in tutto il mondo, soprattutto in Inghilterra, Francia, Italia, Giappone e Stati Uniti.

## Esposizioni

### Mostre personali
- Galleria Agathe Gaillard, Parigi
- 2007: Terrans, Maison européenne de la photographie, Parigi[5]
- 2008: Retrospettiva, Casal Solleric, Illes Balears, Spagna[6]
- 2010: terrestri: Retrospettiva, Städtische Galerie Iserlohn, Iserlohn, Danimarca[7]

### Mostre collettive
- 2015: Paris Magnum, Hôtel de Ville, Parigi[8]
- 2017: Magnum Analog Recovery Le Bal, Parigi[9]

## Pubblicazioni

### Pubblicazioni di Kalvar
- Famiglie in Francia. Francia: Viva, 1973.
- L'Usine. Francia: Colgate Palmolive, 1987
- Ritratto di Conflans-Sainte-Honorine. Francia: PO Calmann-Lévy, 1993, ISBN 978-2-7021-2163-4.
- Terrestri. Flammarion, 2007, ISBN 978-2-08-030009-6.

### Pubblicazioni con altri
- Street Photography Now. Londra: Tamigi e Hudson, 2010. ISBN 978-0-500-54393-1. A cura di Sophie Howarth e Stephen McLaren.